# Cynoglossus semifasciatus
Cynoglossus semifasciatus és un peix teleosti de la família dels cinoglòssids i de l'ordre dels pleuronectiformes que es troba a les costes de l'est de l'Índia i Sri Lanka.